# Awesome (jeu vidéo)
Pour les articles homonymes, voir Awesome.
Awesome est un jeu vidéo d'action développé par Reflections Software et édité par Psygnosis en 1990 sur Amiga. Le jeu a été adapté sur Atari ST et FM Towns.

## Équipe de développement
- Programmation : Cormac Batstone, Martin Edmondson
- Graphismes : Martin Edmondson, Cormac Batstone
- Musique : Tim Wright, Lee Wright
- Illustration jaquette : John Harris

## À noter
- Des scènes et des musiques du jeu ont été réutilisées dans un niveau de Lemmings intitulé "What an AWESOME level".